# 约瑟夫·傅里叶
让·巴蒂斯特·约瑟夫·傅里叶男爵（法語：Jean Baptiste Joseph Fourier，1768年3月21日—1830年5月16日），法国数学家、物理学家，提出傅里叶级数，并将其应用于热传导理论與振動理論，傅里叶变换与傅立葉定律也以他命名。他被歸功為溫室效應的發現者。

## 生平
1768年3月21日，约瑟夫·傅里叶出生於法国约讷省欧塞尔。因幼年时父母双亡，所以很小便被送入天主教本笃会接受教育，之後考入巴黎高等师范学校，毕业后在军队中教授数学。1795年他到巴黎高等师范学校教书，之後又任聘為巴黎综合理工学院教授。
1798年，傅里叶跟随拿破仑东征，被任命为下埃及的总督。由于英国舰队对法国人进行了封锁，所以他受命在当地生产军火，為远征部队提供槍枝彈藥。这个时期，他向开罗埃及学院递交了几篇有關数学的论文。1801年，拿破仑远征军隊失败后，他便被任命为伊泽尔省长官。1809年被封為男爵。1816年他回到巴黎，在六年後他擔任科学院的秘书，并发表了《热的分析理论》一文，此文推理的基礎是建立在牛顿的冷卻定律之上。
1830年5月16日，约瑟夫·傅里叶病逝于巴黎，享年62歲。1831年，其遗稿被整理出版成書。

## 熱的解析理論
1822年傅立葉提出了他在熱流上的作品:《熱的解析理論》(Théorie analytique de la chaleur)。他的推理的基礎是牛頓冷卻定律，即兩相鄰分子的熱流和它們之間非常小的溫度差成正比。56年後，於1878年，這本書被Freeman翻譯與校正成英文版本。讓·加斯東·達布又將這本書加以編輯校對，於1888年重新以法文出版。
這本著作有三個重要貢獻，一個是純粹的數學，另兩個實質上是物理。在數學中，傅立葉聲明，一個變數的任意函數，不論是否連續或不連續，都可展開為正弦函數的級數，而這正弦函數的參數為變數的倍數。雖然這個結果是不正確的，傅立葉正確地察覺，有些不連續函數是無窮級數的總和。這察覺是一個重大數學突破。約瑟夫·拉格朗日曾給予了這個（錯誤的）定理一些特別的例子，並暗示這是一般的方法，但他沒有繼續跟蹤這題目。約翰·狄利克雷最先給出，在有限制條件下，對於這結果滿意的示範。
這本書的其中一個物理貢獻為：方程式兩邊必須具有相同量綱的概念，意即當方程式兩邊的量綱匹配時，方程式才會正確。因此傅立葉在量綱分析有重要貢獻。另外一個則是傅立葉提出有關於熱能傳導擴散的偏微分方程。在現代每位學習數學物理的學生都會學到此方程式。

## 確定的方程式
傅立葉關於確定方程式的著作並未完成，克劳德-路易·纳维將這著作加以編輯，並且在1831年出版。在這著作裡面有許多原創的研究。弗朗索瓦·布丹於1807年和1811年發表的布丹定理並沒有給出令人滿意的示範，這定理後來是以傅立葉為命名。傅立葉的證明與通常在教科書裏給出的一模一樣。1829年，雅克·施图姆給出這問題的最終解答。

## “溫室效應”的發現

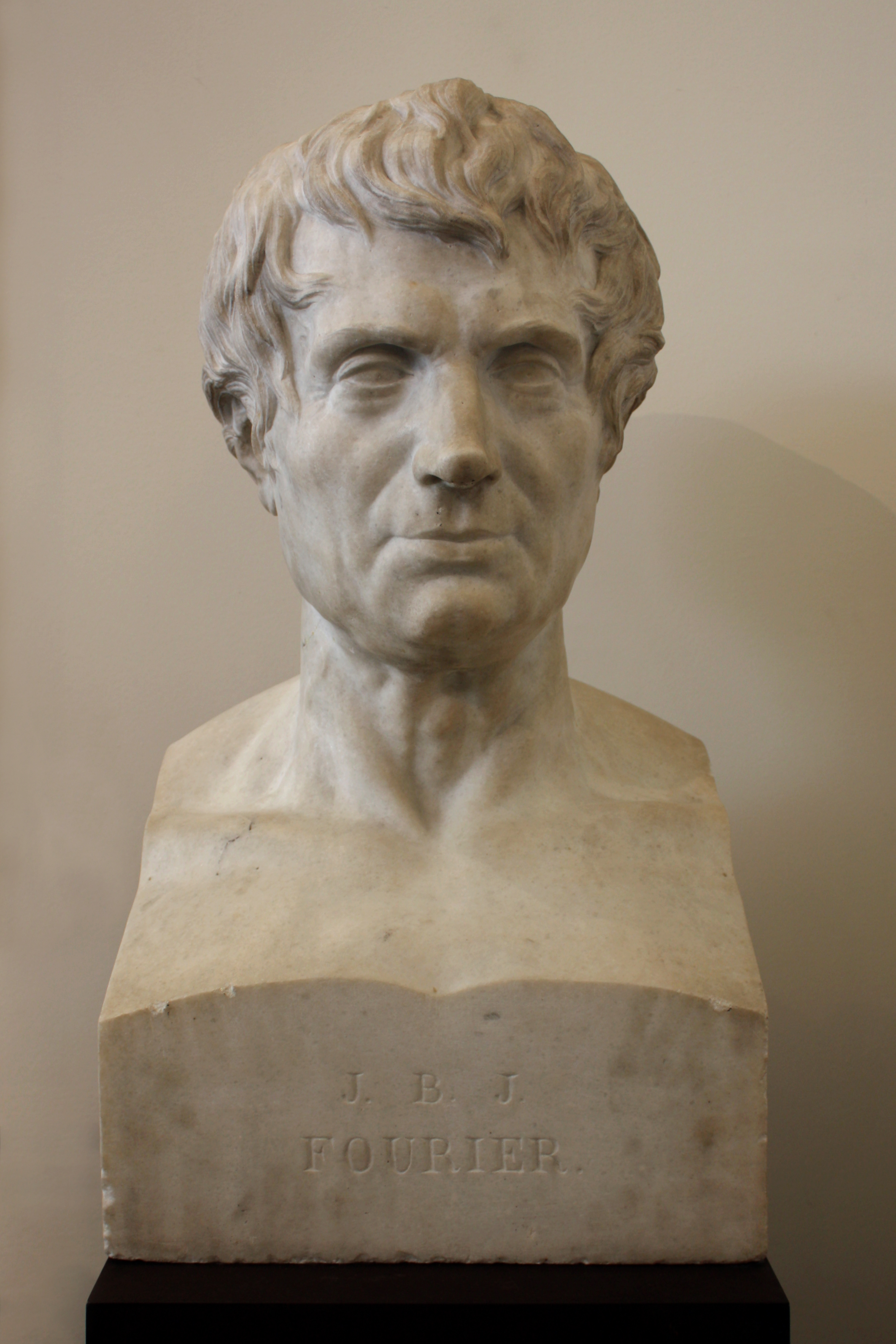
位于格勒诺布尔的傅里叶胸像

1820年，傅立葉計算出，一個物体，如果有地球那样的大小，以及到太陽的距離和地球一样，如果只考虑太阳辐射的加热效应，那這物體應該比地球实际的温度更冷。他試圖尋找其它熱源。雖然傅立葉最終建議，星際輻射或許占了其它热源的一大部分，但他也考慮到另一种可能性：地球大氣層可能是一种隔热体。这种看法被廣泛公認为是有关现在广为人知的“温室效应”第一次被提出。

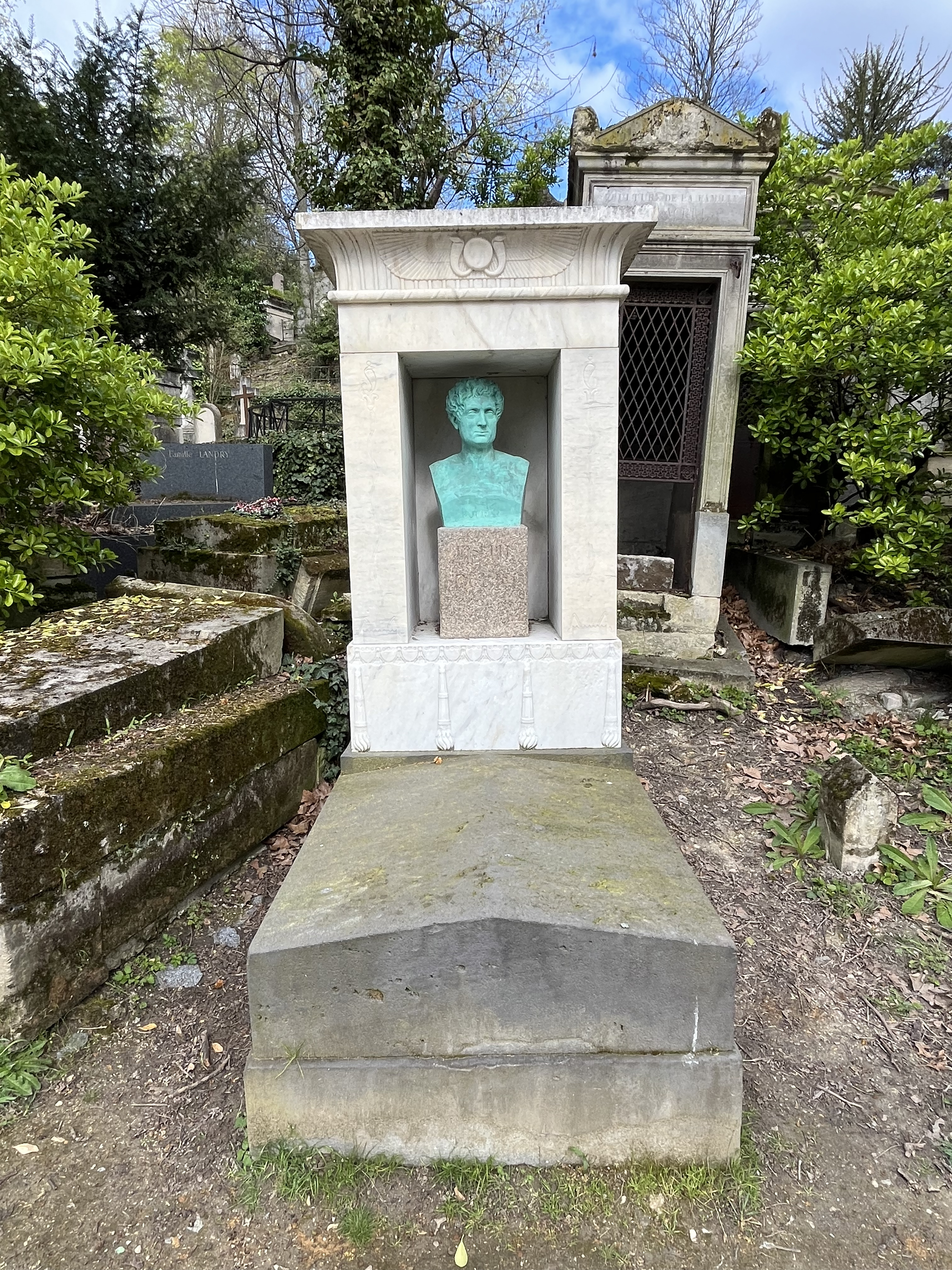
位于拉雪兹神父公墓的傅里叶的墓地

傅立葉在他的文章提到了奥拉斯-贝内迪克特·德索叙尔的實驗。在一個瓶子內部，黏貼滿了黑色軟木，在軟木間，德索叙尔平擺置入幾片透明的玻璃，在玻璃與玻璃之間有用來隔熱的空氣。正午的陽光可以從透明玻璃的頂部射入。這個裝置內部的溫度變得更高。傅立葉認為在大氣中的氣體可形成穩定的隔熱氣，如同玻璃之間的空氣。這結論可能導致後來使用溫室效應明指決定大氣溫度的過程。傅立葉指出，在實際決定溫度的機制裏，會存在大氣對流因素，但在德索叙尔的實驗裝置裏不會出現對流。

## 紀念
- 小行星10101號傅里叶。
- 他是名字被刻在艾菲爾鐵塔的七十二位法國科學家與工程師其中一位。
- 約瑟夫·傅立葉大學

## 延伸阅读
- （英文）
- A Short Account of the History of Mathematics - 古腾堡计划 (1st ed. 1888 and later editions)
- Fourier, Joseph. (1822). Theorie Analytique de la Chaleur. Firmin Didot (reissued by Cambridge University Press, 2009; ISBN 978-1-108-00180-9)
- Fourier, Joseph. (1878). The Analytical Theory of Heat. Cambridge University Press (reissued by Cambridge University Press, 2009; ISBN 978-1-108-00178-6)
- （法文）Fourier, J.-B.-J. (1824). Mémoires de l'Académie Royale des Sciences de l'Institut de France VII. 570–604 (Mémoire sur Les Temperatures du Globe Terrestre et Des Espaces Planetaires - greenhouse effect essay published in 1827)
- （英文）
- Biographies of Distinguished Scientific Men - 古腾堡计划 by François Arago
- Fourier, J. Éloge historique de Sir William Herschel, prononcé dans la séance publique de l'Académie royale des sciences le 7 Juin, 1824. Historie de l'Académie Royale des Sciences de l'Institut de France, tome vi., année 1823, p. lxi.[Pg 227]